# Sheila Ryan (1952)
Sheila Ryan (Melrose Park, 17 september 1952 – Canoga Park, 18 september 2012) was een Amerikaans actrice.
Ryan behaalde in 1971 haar schooldiploma en vertrok naar Californië. Ze werkte als fotomodel en verscheen in oktober 1973 op de omslag van Playboy. Tijdens een concert in Las Vegas ontmoette ze Elvis Presley, waarna ze een relatie met hem kreeg. Het nummer And I Love You So zou door Presley aan haar zijn opgedragen.
In januari 1976 huwde Ryan acteur James Caan, waarna ze in enkele films onder de naam Sheila Caan speelde. Het huwelijk duurde echter maar een jaar. Uit het huwelijk kwam een zoon, acteur Scott Caan. In 1980 diende Ryan nog een klacht in bij de rechtbank omdat Caan haar tijdens hun huwelijk zou hebben geslagen, maar ze trok vijf dagen later de aanklacht weer in.
In 2012 overleed Ryan aan de gevolgen van kanker.